# Emiliano Zapata kommun, Tabasco
Emiliano Zapata är en kommun i Mexiko.   Den ligger i delstaten Tabasco, i den sydöstra delen av landet, 800 km öster om huvudstaden Mexico City. Antalet invånare är 29 518. Arean är 437 kvadratkilometer.
Terrängen i Emiliano Zapata är platt.
Följande samhällen finns i Emiliano Zapata:
- Emiliano Zapata
- Nuevo Pochote
- Boca de Chacamax
- Tres Letras
- Último Esfuerzo